# Prosintis florivora
Prosintis florivora är en fjärilsart som beskrevs av Edward Meyrick 1916. Prosintis florivora ingår i släktet Prosintis och familjen förnamalar. Inga underarter finns listade i Catalogue of Life.